# Bela III de Hungría
Bela III (en latín, Bela III; en húngaro, III. Béla; en croata, Bela III; en eslovaco, Belo III; c. 1148-23 de abril de 1196) fue rey de Hungría y Croacia desde 1172 hasta su muerte. Era el segundo hijo del rey Geza II y su esposa Eufrosina de Kiev. Alrededor de 1161, Eufrosina concedió a Bela un ducado, que incluía Croacia, Dalmacia central y probablemente Sirmio. Según un tratado de paz con su hermano mayor Esteban III —quien sucedió a su padre en 1162— y el emperador bizantino Manuel I Comneno, Bela se trasladó a Constantinopla en 1163. Fue renombrado Alejo (en griego, Αλέξιος) y el emperador le concedió el recién creado título cortesano de déspota. Estuvo prometido con la hija del emperador, María. El patrimonio de Bela causó conflictos armados entre el Imperio bizantino y el Reino de Hungría entre 1164 y 1167, porque Esteban III trató de impedir que los bizantinos tomaran el control de Croacia, Dalmacia y Sirmio. Bela fue designado heredero del emperador Manuel I Comneno en 1165 y participó en tres campañas bizantinas contra Hungría. Su compromiso con la hija del emperador se disolvió después del nacimiento del futuro Alejo II Comneno en 1169. El emperador privó a Bela de su título de rango superior y le concedió el inferior kaisar (Καίσαρ).
Esteban III murió el 4 de marzo de 1172 y Bela decidió regresar a Hungría. Antes de su partida, prometió que nunca entraría en guerra contra el Imperio bizantino. Aunque los prelados y señores húngaros lo proclamaron unánimemente rey, el arzobispo de Esztergom —Lucas— se opuso a su coronación debido a una supuesta simonía. Finalmente, el arzobispo de Kalocsa lo coronó rey el 18 de enero de 1173 con la aprobación del papa Alejandro III. Bela luchó contra su hermano menor Geza, a quien mantuvo en cautiverio durante más de una década. Aprovechando los conflictos internos en el Imperio bizantino después de la muerte del emperador Manuel I Comneno, Bela reocupó Croacia, Dalmacia y Sirmio entre 1180 y 1181. Invadió el Principado de Hálych en 1188, pero la perdió dos años después.
Promovió el uso de registros escritos durante su reinado. Las crónicas húngaras del siglo XIV afirman incluso que fue responsable del establecimiento de la Real Cancillería. El palacio construido en Esztergom durante su reinado fue el primer ejemplo de arquitectura gótica en Europa Central. Era el monarca europeo más rico de su época, según una lista de sus ingresos, pero la fiabilidad es cuestionada.

## Primeros años

### Infancia (c. 1148-1163)

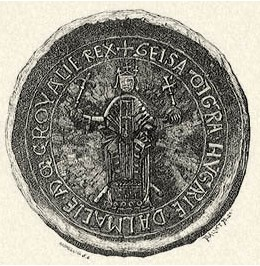
Sello de su padre Geza II.

Fue el segundo hijo de Geza II de Hungría y su esposa Eufrosina de Kiev. La fecha de su nacimiento no fue registrada. Los estudios de sus huesos indican que murió en 1196 a los 49 años de edad, lo que demuestra que había nacido en c. 1148.
La referencia contemporánea de Juan Cinnamo sobre el «territorio que su padre, aún vivo, había repartido» a Bela demuestra que Geza II concedió un territorio distinto como infantazgo a su hijo más joven. El patrimonio de Bela incluía las partes centrales de Dalmacia (entre ellas Sebenico, Spalato y Tragurio, que había aceptado la suzeranía de los reyes húngaros durante décadas) y Cinnamo mencionó la provincia «como patrimonio de Béla». Los historiadores Ferenc Makk y Gyula Moravcsik coincidieron en que Bela también recibió Croacia de su padre. El debate continúa sobre si Sirmio también era parte del patrimonio de Bela o si solo la adquirió después de la muerte de su padre. Según el historiador Warren Treadgold, el patrimonio de Bela también incluía el banato de Bosnia. La fecha exacta de la concesión de Geza II no se ha podido determinar, pero —según Makk— Bela parece haber recibido el ducado en c. 1161.
Geza II falleció el 31 de mayo de 1162 y fue sucedido por su hijo primogénito, Esteban III. Este último aparentemente aprobó la posesión de Bela sobre el ducado, porque Cinnamo se refirió al territorio que «mucho antes había sido concedido» a Bela por Geza y Esteban. Poco después de su ascenso al trono, Esteban III fue expulsado por sus tíos Ladislao II y Esteban IV. El emperador bizantino Manuel I Comneno apoyó la usurpación de los tíos, pero Esteban III regresó a Hungría y recuperó la Corona por la fuerza a mediados de 1163. Bela probablemente permaneció neutral durante el conflicto de su hermano con sus tíos, porque no hay reportes de las actividades de Bela entre 1162-1163.
En 1163, Manuel I Comneno firmó un tratado de paz con Esteban III, en el que el emperador bizantino renunció a su apoyo a los opositores del monarca húngaro. A cambio, Esteban III acordó enviar Bela a Constantinopla y permitir a los bizantinos tomar posesión del ducado de su hermano menor. El emperador bizantino también prometió que desposaría a su hija María con Béla.

Cuando [Manuel I Comneno] llegó [a Belgrado] y se dio cuenta de que era entonces imposible para [Esteban IV] gobernar la tierra de los húngaros (porque otra vez habían instalado apresuradamente al hijo [Esteban III] de [Géza II]), [el emperador bizantino] se volcó a otra cosa. Como se ha dicho, deseaba con toda su fuerza reclamar a Hungría, situada en medio de las naciones occidentales, por lo que pretendía unir en matrimonio a Bela, quien era hijo de [Geza II] después de [Esteban III], con su propia hija María.
Hechos de Juan y Manuel Comneno de Juan Cinnamo. 

### El déspota Alejo (1163-1169)

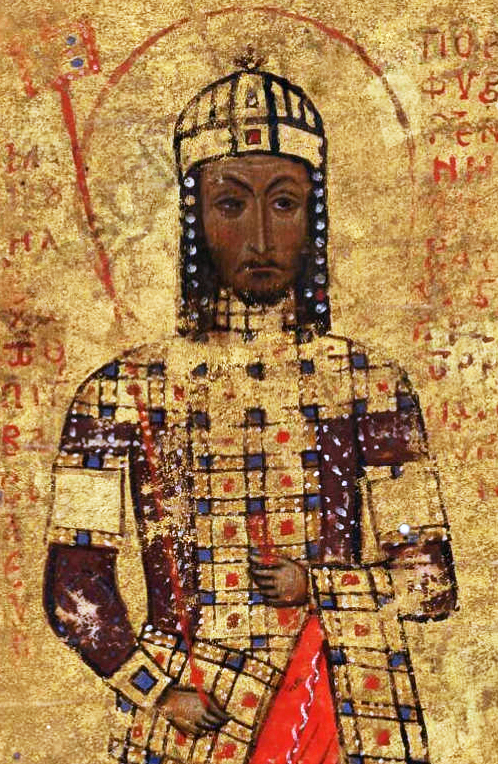
El emperador bizantino Manuel I Comneno designó a Bela (renombrado «Alejo») como heredero del imperio entre 1165-1169.

El emperador Manuel I Comneno envió al sebasto Jorge Paleólogo para escoltar a Bela al Imperio bizantino. Llegó a Constantinopla a finales de 1163. Fue renombrado Alejo (en griego, Αλέξιος) y recibió el título de déspota (lit., «señor»), que solo los emperadores habían utilizado antes de ese tiempo. El compromiso de Bela con la hija del emperador también fue anunciado oficialmente.
El rey Esteban III invadió Sirmio en el verano de 1164. El emperador Manuel I Comneno condujo sus ejércitos contra Esteban y afirmó que llegaba «no a librar la guerra contra los húngaros, sino recuperar la tierra para Bela», según Cinnamo. Bela, su tío Esteban IV y un pariente lejano —Esteban Calamano— acompañaron al emperador durante la campaña. En poco tiempo, se firmó un nuevo tratado de paz que obligó nuevamente a Esteban III a renunciar al ducado de Bela. Un ejército bizantino ocupó Sirmio, que fue organizado en un thema o distrito bizantino.
Esteban III lanzó una nueva incursión hacia Sirmio en la primavera de 1165. El emperador Manuel I Comneno dirigió el contraataque y Bela lo acompañó nuevamente. Después de que el ejército imperial recuperó Zimony (Zemun, Serbia), Bela persuadió al emperador a prohibir la ejecución de los soldados húngaros capturados en la fortaleza. Un ejército bizantino también ocupó Dalmacia. El evento fue seguido de un nuevo tratado de paz entre Esteban III y Manuel I Comneno, que confirmó la suzeranía del emperador bizantino sobre el antiguo ducado de Bela. Dalmacia y Bosnia pronto se convirtieron en themas bizantinos.
En una ceremonia, el emperador Manuel I Comneno nombró herederos a su hija y Bela y forzó a los notables bizantinos a jurarle fidelidad en el otoño de 1165. Solamente el primo del emperador Andrónico I Comneno se atrevió a condenar este acto y, según el casi contemporáneo Nicetas Choniates, cuestionó: «¿Qué locura es esta del emperador a considerar a los hombres romanos indignos de la cama nupcial de su hija [y] elegir antes [que estos] a ese extranjero e intruso para ser emperador de los romanos y sentarse sobre todos como amo?». En 1166, Bela participó en el Santo Sínodo de la Iglesia ortodoxa junto con el emperador Manuel I Comneno y el patriarca ecuménico Lucas Crisoberges. En la primavera de 1166, Bela acompañó al protóstrator Alejo Ajuco, quien dirigió un ejército bizantino contra Hungría en represalia por una nueva invasión húngara de Sirmio. Aunque Bela y su prometida estaban relacionados entre sí, el 11 de abril de 1166 Manuel I Comneno aprobó una decisión del patriarca ecuménico que sentenciaba que los matrimonios entre parientes hasta el séptimo grado de consanguinidad eran nulos. En el otoño de 1166, el emperador propuso un matrimonio entre su hija (la prometida de Bela) y el nuevo rey de Sicilia, Guillermo II.
Una nueva guerra estalló entre Hungría y el Imperio bizantino en 1167, porque Bela «reclamó el reino» de su hermano, según el contemporáneo Rahewin. Enrique de Mügeln también escribió que muchos húngaros se unieron y sirvieron al ejército de Bela y declaraban que «el reino de Hungría le pertenecía a él [Bela] por derecho». El 8 de julio de 1167, el ejército bizantino aniquiló a las tropas húngaras en la batalla de Sirmium. Un tratado de paz puso fin al período de guerras entre Hungría y el Imperio bizantino y confirmó el dominio bizantino sobre Dalmacia central, Bosnia y Sirmio.

### KaisarAlejo (1169-1172)
El 14 de septiembre de 1169, la esposa de Manuel I Comneno —María de Antioquía— dio a luz un hijo llamado Alejo. El emperador bizantino disolvió el compromiso de su hija con Bela y le despojó del título de déspota, pero le concedió el cargo inferior de kaisar. En la primavera de 1170, Bela se casó con la cuñada del emperador, Inés de Antioquía. La pareja se fue de peregrinaje a Tierra Santa. En Jerusalén donaron 10 000 besantes a los caballeros hospitalarios en compensación por su acogida. En la carta de la concesión, Bela se hacía llamar «señor A., duque de Hungría, Dalmacia y Croacia» e ignoraba el título que el emperador le había concedido recientemente.

## Reinado

### Coronación (1172-1173)
Su hermano Esteban III murió el 4 de marzo de 1172. Arnoldo de Lübeck estaba en Esztergom en ese momento y registró un rumor que sugiere que Esteban había sido envenenado por los partidarios de Bela, pero no existe otra fuente que lo verifique. La viuda de Esteban, Inés, escapó de Hungría, aunque estaba embarazada cuando falleció su marido. Una delegación húngara visitó a Manuel y Bela en Sardica (Sofía, Bulgaria). Exigieron que «Bela fuera enviado a ellos como rey», porque «el principio de justicia lo aguardaba» después de la muerte de su hermano, según Cinnamo. Este cronista también escribió que el emperador Manuel I Comneno hizo rey a Bela después de este último «prometió [en] un juramento cumplir durante el curso de su vida lo que fuese beneficioso» para el emperador y los bizantinos. Una carta escrita por el emperador bizantino Isaac II Ángelo en 1196 dice que, en la misma ocasión, Bela se comprometió a que nunca apoyaría a los serbios si esto luchaban contra el Imperio bizantino.
Bela y su esposa llegaron a Székesfehérvár a finales de abril o principios de mayo. Fue elegido por unanimidad por los «dignatarios del reino húngaro», según una carta escrita por el papa Alejandro III en 1179. Sin embargo, la coronación se retrasó, porque el arzobispo Lucas de Esztergom rechazó realizarla. El clérigo acusó de simonía al rey, porque Bela había dado una preciosa capa a su delegado. De acuerdo con una teoría de los académicos, el arzobispo Lucas también temía que la influencia de los «cismáticos» aumentase en el reinado de Bela. Sin embargo, la mayoría de los barones y prelados permanecieron leales al nuevo monarca. Bela solicitó la asistencia de la Santa Sede contra el arzobispo Lucas. A petición de Bela, el papa Alejandro III autorizó al arzobispo de Kalocsa para ungirlo rey y «colocar la corona sobre su cabeza». La coronación tuvo lugar el 18 de enero de 1173. El nuevo rey publicó una carta que confirmaba el derecho de los arzobispos de Esztergom a coronar a los monarcas húngaros. La unificación de las denominadas diademas «griega» y «latina» en la corona de san Esteban parece haber ocurrido durante su reinado.

### Conflictos (1173-1178)
El arzobispo Lucas perdió el favor del rey y fue ignorado en los primeros años del reinado. En lugar de Lucas, el arzobispo de Kalocsa bautizó al hijo primogénito de Bela —Emerico— en 1174. Sin embargo, la administración de los sacramentos a los miembros de la familia real siempre estuvo entre las tareas de los arzobispos de Esztergom. Según una crónica bohemia (Continuatio Gerlaci abbatis Milovicensis), Bela encarceló a su hermano menor Géza, pero este escapó de prisión y huyó a Austria en 1174 o 1175. El juez real nombrado por Esteban III —Lorenzo (Lőrinc)— acompañó a Geza. Cuando Enrique «Jasomirgott», duque de Austria, se posicionó en contra de la extradición de Geza, Bela lanzó incursiones de saqueo en Austria junto con Sobeslav II, duque de Bohemia. Mientras tanto, Bela envió refuerzos al emperador Manuel I Comneno para ayudarlo a luchar contra los selyúcidas, pero el 17 de septiembre de 1176 sus fuerzas unidas sufrieron la derrota en la batalla de Miriocéfalo.
Geza trató de convencer a Sobeslav II de Bohemia para que le ayudara a encontrarse con el emperador alemán Federico I «Barbarroja», pero Sobeslav II capturó a Geza y lo entregó a Bela en 1177. El rey húngaro encarceló de nuevo a su hermano y también en confinamiento puso a su madre Eufrosina. En represalia por el papel de Sobeslav II en la captura de Geza, Barbarroja lo destronó y designó a  Federico —otro miembro de la dinastía Premislida— en el puesto de duque. El emperador teutón ordenó al nuevo duque de Austria —Leopoldo V— tomar Bohemia por asalto. Bela pronto intervino y amenazó a Leopoldo V con una invasión, lo que forzó al duque austríaco a abandonar Bohemia.

### Expansión y reformas (1178-1194)
El favorito del rey durante mucho tiempo —el arzobispo Andrés (András) de Kalocsa— lo insultó hacia 1178. Bela pronto lo privó de su cargo a él y su partidario —el prepósito del cabildo de Székesfehérvár— y se apoderó de la ganancias del arzobispo. El papa Alejandro III castigó al rey húngaro con sanciones eclesiásticas, pero Bela se reconcilió con el arzobispo Lucas de Esztergom, quien lo absolvió y excomulgó a Andrés de Kalocsa. El conflicto terminó con un compromiso mediado por la Santa Sede: Andrés pidió a Bela que lo perdonara y este último lo restauró en su posición de arzobispo.
Con la invitación de Bela, los monjes cistercienses vinieron de Francia y establecieron nuevas abadías cistercienses en Egres (Igriș), Zirc, Szentgotthárd y Pilis entre 1179 y 1184. En los años 1180, Bela inició la construcción de un castillo real imponente y una nueva catedral en Esztergom. Sin embargo, casi siempre se la pasó recorriendo el país. Según una inscripción en un ladrillo encontrado en Bulkeszi (Maglić, Serbia), Bela patrocinó el bautismo de un «colono [alemán] convidado» en esa aldea.

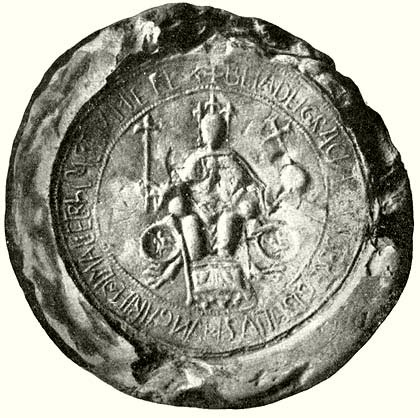
Sello real de Bela III.

En la corte imperial de Constantinopla, Bela aprendió la importancia de una administración bien organizada. Según la Crónica iluminada (Chronicon Pictum), el rey húngaro «introdujo la misma forma de abordar las peticiones como era costumbre en la corte romana e imperial», lo que sugiere que la Real Cancillería comenzó a funcionar como una oficina independiente durante su reinado. Hizo hincapié en la importancia de los registros escritos y en 1181 decretó que se emitiera un estatuto para cada transacción que se realizara en su presencia.
El emperador Manuel I Comneno murió el 24 de septiembre de 1180. Seis meses más tarde, Bela había restaurado su suzeranía sobre Dalmacia, pero no hay explicaciones detalladas contemporáneas de los acontecimientos. Los ciudadanos de Spalato «regresaron al señorío húngaro» poco después de la muerte de Manuel I Comneno, según el Tomás del arquidiácono del siglo XIII. Zadar también aceptó la suzeranía de Bela a principios de 1181. El historiador John V. A. Fine afirmó que Bela retomó la suzeranía de Dalmacia «aparentemente sin derramamiento de sangre y con el consentimiento imperial», porque las autoridades bizantinas preferían que Bela gobernara la provincia y no la República de Venecia.
Los detalles de la reconquista de Sirmio también son desconocidos. Andrónico I Comneno acusó a la madre del joven emperador bizantino Alejo II de incitar a su cuñado Bela a saquear la región de Belgrado y Barancs (Braničevo) en mayo de 1182, lo que implica que Bela tenía Sirmio bajo ocupación en ese entonces. En el mismo mes, Andrónico I Comneno capturó a la emperatriz viuda y la asesinó antes de finalizar el año. Aprovechando la anarquía emergente en el Imperio bizantino, el rey húngaro avanzó hasta Niš y Sardica en la primera mitad de 1183. En Sardica, tomó el ataúd que contenía las reliquias de Juan de Rila y ordenó que «se transportara con grandes honores a su tierra y se colocara con respeto en la iglesia» de Esztergom, según el prólogo de la Vida del santo de Sofía. Makk indicó que Bela se retiró de las regiones al sur del Danubio, pero el historiador Paul Stephenson mencionó que Bela preservó esas tierras.
Andrónico I Comneno asesinó al emperador Alejo II a fines de 1183. El contemporáneo Eustacio de Tesalónica escribió que los opositores de Andrónico enviaron cartas a muchos monarcas —entre ellos Bela III— y lo instaban a atacarlo. Según Ansberto y otros cronistas de Europa Occidental, Bela invadió el Imperio bizantino a principios de 1185. Después de la caída de Andrónico en septiembre, el rey húngaro firmó un tratado de paz con el nuevo emperador Isaac II Ángelo. Isaac se casó con la hija de Bela —Margarita— y el rey húngaro entregó las regiones de Niš y Barancs al emperador bizantino como dote de su hija. Las reliquias de Juan de Rila también fueron devueltas a Sardica en esta ocasión. Bela se casó con Margarita —hermana del rey Felipe II de Francia— en el verano de 1186.

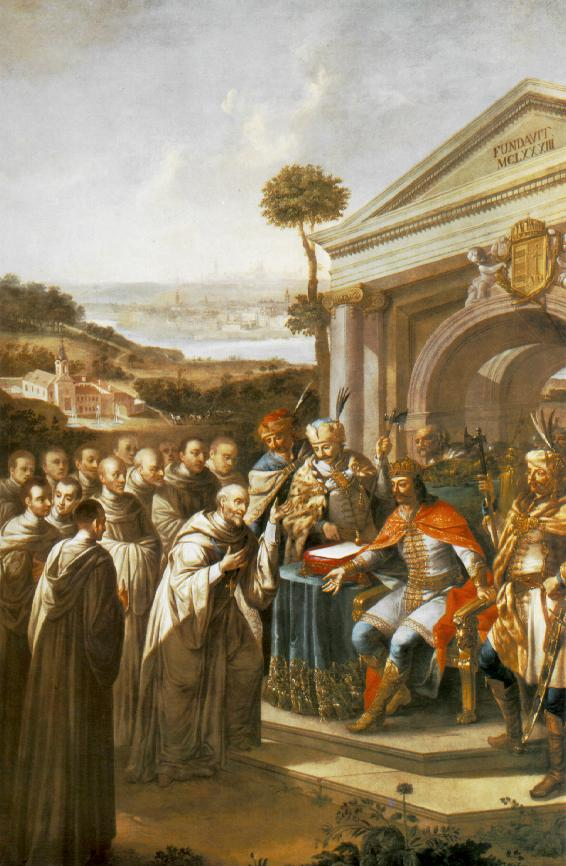
Fundación de la abadía de Szentgotthárd (pintura de Stephan Dorfmeister, c. 1795).

El dogo Orio Mastropiero asedió Zadar en 1187, pero la flota veneciana no pudo apoderarse de la ciudad bien fortificada. El príncipe de Hálych Vladímir II Yaroslávich huyó a Hungría a finales de 1188 porque sus boyardos se habían rebelado. Román I Mstislávich —príncipe de Vladímir-Volinia— pronto ocupó Hálych, pero Bela invadió el principado y lo expulsó. En lugar de restaurar a Vladímir II Yaroslávich a su posición anterior, el rey húngaro lo encarceló y concedió el control de Hálych a Andrés, el hijo más joven de Bela. Como muestra de su conquista, se hizo llamar «rey de Galitzia».
En el verano de 1187, los cruzados alemanes marcharon a través de Hungría al mando de Barbarroja. Bela le dio la bienvenida  y envió una tropa para escoltar a los cruzados por la península balcánica. A petición de Barbarroja, Bela liberó de prisión a su hermano Geza, quien se unió a los cruzados y salió de Hungría. Bela medió un tratado de paz entre Barbarroja e Isaac II Ángelo, cuya mutua desconfianza casi había causado la guerra entre los bizantinos y los cruzados alemanes.
Vladímir II Yaroslávich escapó del cautiverio a principios de 1189 o 1190. Con la ayuda de Casimiro II de Polonia, expulsó a Andrés y recuperó el control del principado. En 1191, Bela se reunió con su yerno Isaac II Ángelo en Filipópolis (Plovdiv, Bulgaria) y Sirmio, pero los resultados de sus negociaciones permanecen desconocidos. A petición de Bela, la Santa Sede aprobó la canonización de Ladislao I de Hungría en 1192. Después el rey húngaro ordenó la invasión de Serbia a principios de 1193. Isaac II Ángelo exigió la retirada de las tropas y amenazó a Bela con la guerra. Al mismo tiempo, el doge Enrico Dandolo intentó ocupar Zadar, pero falló. En 1193, Bela concedió el condado de Modruš en Croacia a Bartolomé de Curicta, miembro de la familia Frankopan. Este es el primer ejemplo documentado de un cargo no heredable convertido en dignidad hereditaria en el Reino de Hungría.

### Últimos años (1194-1196)
En 1194, designó a su hijo mayor Emerico —quien ya había sido coronado rey— para administrar Croacia y Dalmacia. Después que un ejército de búlgaros, cumanos y valacos derrotó a los bizantinos en la batalla de Arcadiópolis en 1194, Bela se mostró dispuesto a ayudar al Imperio bizantino. Sin embargo, su campaña fue cancelada porque el yerno de Bela —el emperador Isaac II Ángelo— fue destronado por Alejo III Ángelo en abril de 1195. El emperador teutón Enrique VI estaba planeando lanzar una campaña contra el Imperio bizantino en nombre de Isaac II Ángelo, pero Bela prohibió a sus súbditos unírsele.
El rey húngaro tomó una cruz como muestra de su deseo de llevar una cruzada a Tierra Santa. Sin embargo, no pudo cumplir su juramento, porque cayó enfermo y murió el 23 de abril de 1196. Fue enterrado en la catedral de Székesfehérvár. Sus restos fueron identificados por arqueólogos durante las excavaciones del siglo XIX, porque una fuente contemporánea —Ricardo de Londres— mencionó la altura excepcional de Bela. El esqueleto revela que tenía 190 cm de altura. Los restos fueron trasladados y enterrados en la Iglesia de Matías en Budapest.

## Matrimonios y descendencia

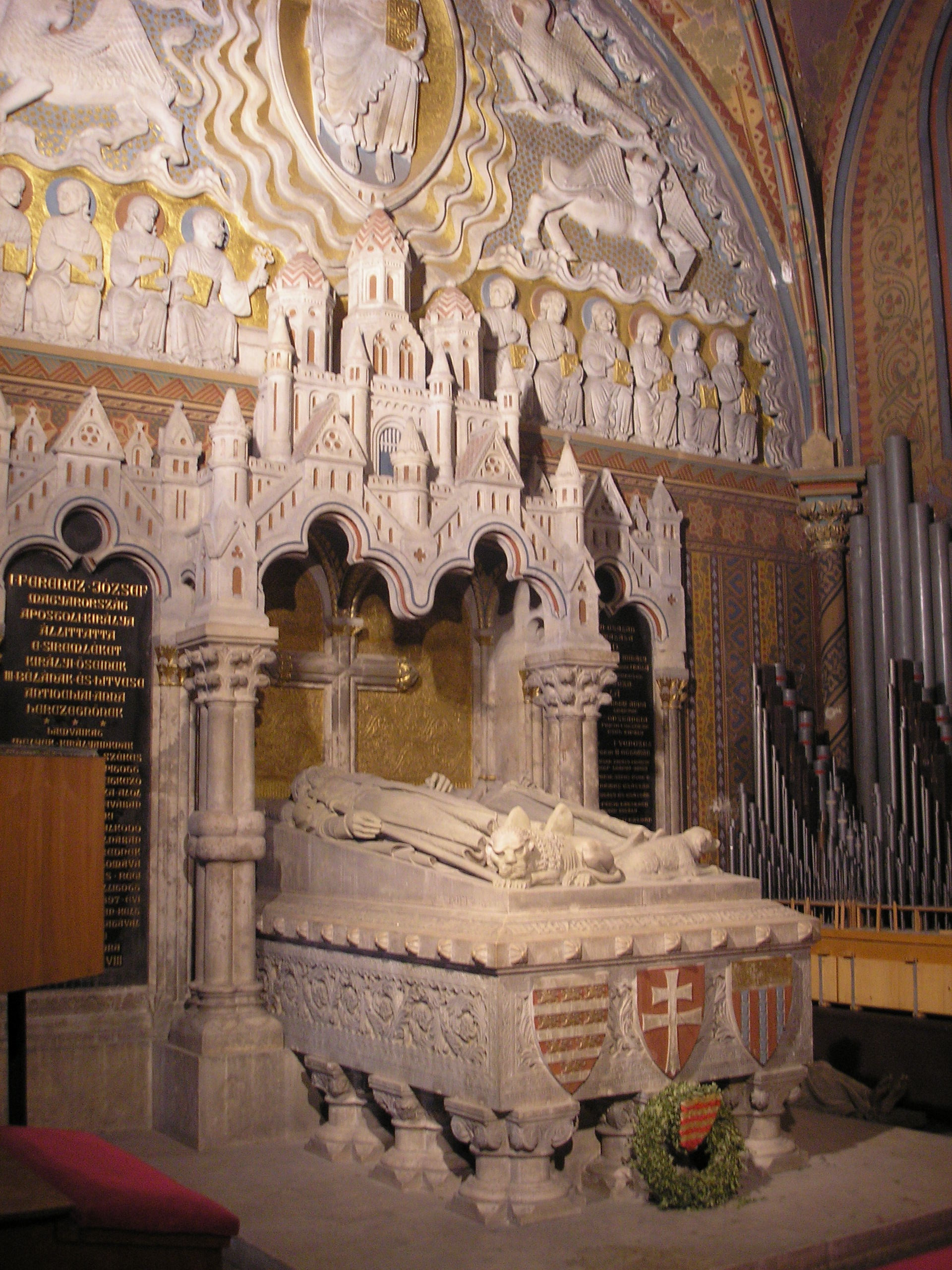
Tumba de Bela III en la Iglesia de Matías de Budapest.

Su primera esposa —Inés— era hija de Reinaldo de Châtillon —príncipe de Antioquía— y su esposa Constanza de Antioquía. Inés nació en c. 1149 y murió hacia 1184. En el momento de su matrimonio en 1170 en Constantinopla, recibió el nombre de Ana (Άννα).
Emerico nació en 1174. Su hermana —Margarita— nació en 1175 y en Constantinopla fue renombrada María (Μαρία). A la edad de nueve o diez años fue dada en matrimonio al emperador bizantino Isaac II Ángelo, de 30 años. El marido de María murió en 1204, antes del saqueo de Constantinopla durante la cuarta Cruzada. Margarita se casó con uno de los líderes de la Cruzada —Bonifacio I de Montferrato—, que se apoderó de Tesalónica después de la caída del Imperio bizantino. El historiador Makk indicó que, hacia el año 1210, María se casó con Nicolás I de Saint-Omer después de la muerte de Bonifacio I, pero el erudito Peter Lock sostuvo que la esposa de Saint-Omer y Margarita no eran idénticas.
El segundo hijo de Béla e Inés —Andrés— nació en c. 1177. Sus dos hermanos más jóvenes —Salomón y Esteban— no sobrevivieron a la infancia. Su hermana menor —Constanza— se casó con el rey Otakar I de Bohemia hacia 1198. Una tercera hija de Béla e Inés —de nombre desconocido— murió en la infancia.
Después de la muerte de Inés, Bela se propuso a Teodora, nieta de la hermana del emperador Manuel I Comneno —Teodora Comnena—. Sin embargo, un sínodo de la Iglesia bizantina prohibió el matrimonio en 1185, porque Teodora había entrado en un convento de monjas. A finales de 1185 o principios de 1186, Bela pidió la mano de Matilda de Sajonia, una hija de Enrique «el León» —duque de Sajonia—, pero Enrique II de Inglaterra —abuelo de Matilda— obstaculizó este enlace matrimonial. Finalmente, Bela se casó con la viuda de Enrique «el Joven» y exnuera de Enrique II —Margarita de Francia— en el verano de 1186. Ella era hija de Luis VII de Francia. La reina Margarita sobrevivió a Bela y se trasladó a Tierra Santa después de su fallecimiento de su marido.

## Ancestros
| \| \| \| \| \| \| \| \| \| \| \| \| \| \| \| \| \| \| \| \| 16. Geza I de Hungría \| \| \| \| \| \| \| \| \| \| \| \| \| \| \| \| \| \| \| \| \| \| \| \| \| \| \| \| \| \| \| \| \| \| \| \| \| \| \| \| \| \| \| \| \| \| \| \| \| \| \| \| \| \| 8. Álmos \| \| \| \| \| \| \| \| \| \| \| \| \| \| \| \| \| \| \| \| \| \| \| \| \| \| \| \| \| \| \| \| \| \| \| \| \| \| \| \| \| \| \| \| \| \| \| \| \| \| \| \| \| \| 17. Sofía \| \| \| \| \| \| \| \| \| \| \| \| \| \| \| \| \| \| \| \| \| \| \| \| \| \| \| \| \| \| \| \| \| \| \| \| \| \| \| \| \| \| \| \| \| \| \| \| \| \| \| \| \| \| 4. Bela II de Hungría \| \| \| \| \| \| \| \| \| \| \| \| \| \| \| \| \| \| \| \| \| \| \| \| \| \| \| \| \| \| \| \| \| \| \| \| \| \| \| \| \| \| \| \| \| \| \| \| \| \| \| \| \| \| 18. Sviatopolk II de Kiev \| \| \| \| \| \| \| \| \| \| \| \| \| \| \| \| \| \| \| \| \| \| \| \| \| \| \| \| \| \| \| \| \| \| \| \| \| \| \| \| \| \| \| \| \| \| \| \| \| \| \| \| \| \| 9. Predslava de Kiev \| \| \| \| \| \| \| \| \| \| \| \| \| \| \| \| \| \| \| \| \| \| \| \| \| \| \| \| \| \| \| \| \| \| \| \| \| \| \| \| \| \| \| \| \| \| \| \| \| \| \| \| \| \| 2. Geza II de Hungría \| \| \| \| \| \| \| \| \| \| \| \| \| \| \| \| \| \| \| \| \| \| \| \| \| \| \| \| \| \| \| \| \| \| \| \| \| \| \| \| \| \| \| \| \| \| \| \| \| \| \| \| \| \| 10. Uros I de Serbia \| \| \| \| \| \| \| \| \| \| \| \| \| \| \| \| \| \| \| \| \| \| \| \| \| \| \| \| \| \| \| \| \| \| \| \| \| \| \| \| \| \| \| \| \| \| \| \| \| \| \| \| \| \| 5. Helena de Rascia \| \| \| \| \| \| \| \| \| \| \| \| \| \| \| \| \| \| \| \| \| \| \| \| \| \| \| \| \| \| \| \| \| \| \| \| \| \| \| \| \| \| \| \| \| \| \| \| \| \| \| \| \| \| 1. Bela III de Hungría \| \| \| \| \| \| \| \| \| \| \| \| \| \| \| \| \| \| \| \| \| \| \| \| \| \| \| \| \| \| \| \| \| \| \| \| \| \| \| \| \| \| \| \| \| \| \| \| \| \| \| \| \| \| 6. Mstislav I de Kiev \| \| \| \| \| \| \| \| \| \| \| \| \| \| \| \| \| \| \| \| \| \| \| \| \| \| \| \| \| \| \| \| \| \| \| \| \| \| \| \| \| \| \| \| \| \| \| \| \| \| \| \| \| \| 3. Eufrosina of Kiev \| \| \| \| \| \| \| \| \| \| \| \| \| \| \| \| \| \| \| \| \| \| \| \| \| \| \| \| \| \| \| \| \| \| \| \| \| \| \| \| \| \| \| \| \| \| \| \| \| \| \| \| |                           |  |  |  |  |  |  |  |  |  |  |  |  |  |  |  |
| |                           |  |  |  |  |  |  |  |  |  |  |  |  |  |  |  |
| | 16. Geza I de Hungría     |  |  |  |  |  |  |  |  |  |  |  |  |  |  |  |
| |                           |  |  |  |  |  |  |  |  |  |  |  |  |  |  |  |
| |                           |  |  |  |  |  |  |  |  |  |  |  |  |  |  |  |
| | 8. Álmos                  |  |  |  |  |  |  |  |  |  |  |  |  |  |  |  |
| |                           |  |  |  |  |  |  |  |  |  |  |  |  |  |  |  |
| |                           |  |  |  |  |  |  |  |  |  |  |  |  |  |  |  |
| | 17. Sofía                 |  |  |  |  |  |  |  |  |  |  |  |  |  |  |  |
| |                           |  |  |  |  |  |  |  |  |  |  |  |  |  |  |  |
| |                           |  |  |  |  |  |  |  |  |  |  |  |  |  |  |  |
| | 4. Bela II de Hungría     |  |  |  |  |  |  |  |  |  |  |  |  |  |  |  |
| |                           |  |  |  |  |  |  |  |  |  |  |  |  |  |  |  |
| |                           |  |  |  |  |  |  |  |  |  |  |  |  |  |  |  |
| | 18. Sviatopolk II de Kiev |  |  |  |  |  |  |  |  |  |  |  |  |  |  |  |
| |                           |  |  |  |  |  |  |  |  |  |  |  |  |  |  |  |
| |                           |  |  |  |  |  |  |  |  |  |  |  |  |  |  |  |
| | 9. Predslava de Kiev      |  |  |  |  |  |  |  |  |  |  |  |  |  |  |  |
| |                           |  |  |  |  |  |  |  |  |  |  |  |  |  |  |  |
| |                           |  |  |  |  |  |  |  |  |  |  |  |  |  |  |  |
| | 2. Geza II de Hungría     |  |  |  |  |  |  |  |  |  |  |  |  |  |  |  |
| |                           |  |  |  |  |  |  |  |  |  |  |  |  |  |  |  |
| |                           |  |  |  |  |  |  |  |  |  |  |  |  |  |  |  |
| | 10. Uros I de Serbia      |  |  |  |  |  |  |  |  |  |  |  |  |  |  |  |
| |                           |  |  |  |  |  |  |  |  |  |  |  |  |  |  |  |
| |                           |  |  |  |  |  |  |  |  |  |  |  |  |  |  |  |
| | 5. Helena de Rascia       |  |  |  |  |  |  |  |  |  |  |  |  |  |  |  |
| |                           |  |  |  |  |  |  |  |  |  |  |  |  |  |  |  |
| |                           |  |  |  |  |  |  |  |  |  |  |  |  |  |  |  |
| | 1. Bela III de Hungría    |  |  |  |  |  |  |  |  |  |  |  |  |  |  |  |
| |                           |  |  |  |  |  |  |  |  |  |  |  |  |  |  |  |
| |                           |  |  |  |  |  |  |  |  |  |  |  |  |  |  |  |
| | 6. Mstislav I de Kiev     |  |  |  |  |  |  |  |  |  |  |  |  |  |  |  |
| |                           |  |  |  |  |  |  |  |  |  |  |  |  |  |  |  |
| |                           |  |  |  |  |  |  |  |  |  |  |  |  |  |  |  |
| | 3. Eufrosina of Kiev      |  |  |  |  |  |  |  |  |  |  |  |  |  |  |  |
| |                           |  |  |  |  |  |  |  |  |  |  |  |  |  |  |  |
| |                           |  |  |  |  |  |  |  |  |  |  |  |  |  |  |  |

## Legado
Bela fue uno de los monarcas medievales más eminentes de Hungría. Su «reinado no solo representó el apogeo del reino de los Árpad, sino también marcó el final de una época», según el historiador Pál Engel. La creación de la Real Cancillería contribuyó a la «expansión de los registros escritos» en Hungría; las primeras cartas emitidas por los barones aparecieron en los años 1190. Según una lista contemporánea de ganancias de Bela, sus ingresos anuales ascendieron a casi 170 000 marcos (alrededor de 23 toneladas de plata pura). Si registro es confiable, sus ingresos superaban los de los reyes de Francia e Inglaterra en esa época, pero la fiabilidad de la lista ha sido cuestionada por muchos historiadores, entre ellos Pál Engel.
Hacia 1190 —después de un incendio que arrasó Esztergom—, Bela invitó a albañiles franceses a reconstruir el palacio real y la catedral. Los albañiles introdujeron nuevas técnicas arquitectónicas; las fachadas de los nuevos edificios fueron los primeros ejemplos de arquitectura gótica en Europa Central. Las monedas que representan una cruz con otra barra más pequeña sobre la principal —utilizada principalmente en la Iglesia del Imperio bizantino— se acuñaron alrededor de 1190, lo que sugiere que la llamada «doble cruz» se convirtió en parte de la heráldica real húngara durante el reinado de Bela III.